# Мультипликативный коэффициент
Коэффициент мультипликативный — применяемый при геохимических поисках математический расчет результатов химического анализа проб, при котором в числителе коэффициента располагаются произведения результатов анализа элементов положительной индикации с искомым месторождением, а в знаменателе произведения элементов близких по химическим свойствам к элементам числителя, но нейтральных или отрицательных индикаторов искомого месторождения.